# Genkan

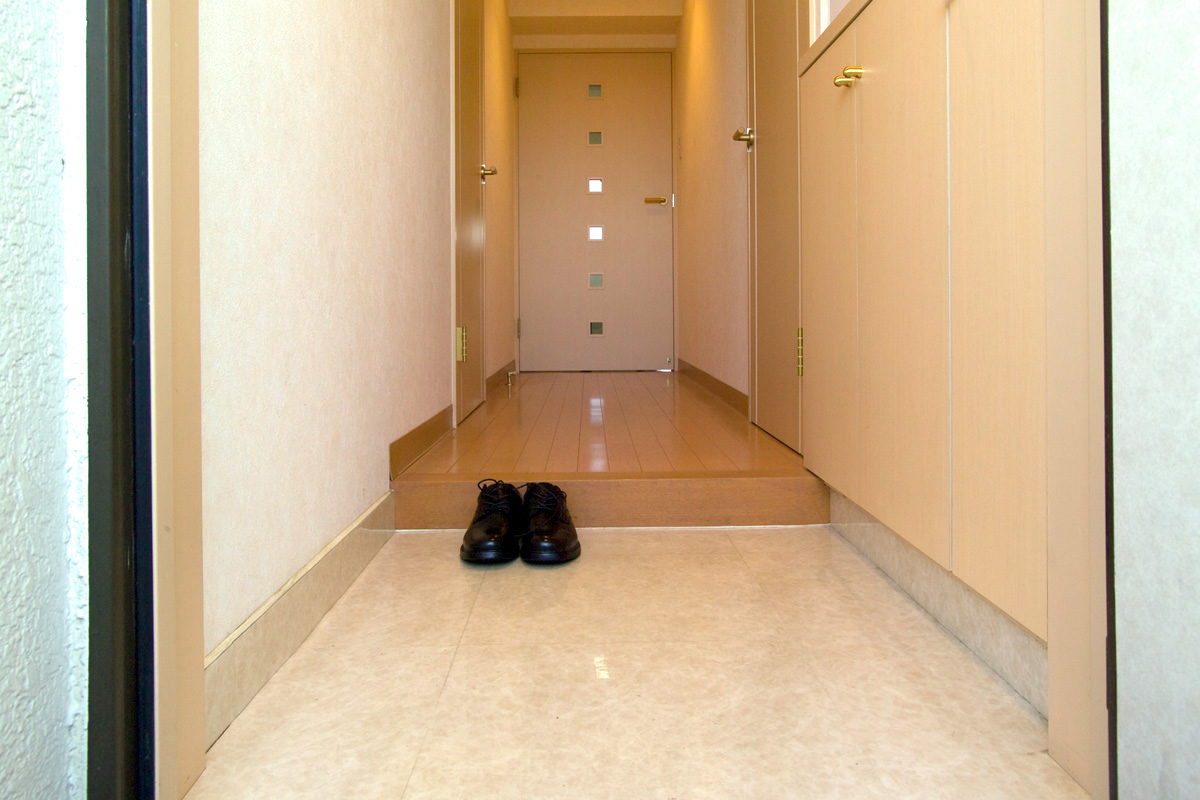
Genkan des de fora

Els genkan (玄关) són àrees d'entrada tradicionals japoneses per a una casa o un pis, com una combinació d'un porxo i un tapet de benvinguda. La funció primària del genkan és per treure's les sabates abans d'entrar a la part principal de la casa. En entrar, les sabates normalment es giren cap a la porta perquè es puguin posar fàcilment a la sortida. Després de treure's les sabates, hom ha d'evitar trepitjar el genkan amb els seus mitjons o peus descalços, per evitar portar terra a l'interior de la casa. Ja estant endins, un generalment es posa sabatilles, o algun altre calçat per a ús dins de la llar. Els genkan també es troben ocasionalment en altres edificis al Japó, especialment en negocis a l'estil antic. A les escoles, els genkan inclouen armaris per a les sabates o espais on guardar-les.